# Madghis Afulay
Madghis Afulay, Madghis Umadi ou Madghis Madi (en tamazight : Madɣis Afulay ou Madɣis U Madi, en arabe : مادغيس أفولاي ou مادغيس أومادي) est un réalisateur et animateur libyen d'origine amazighe, qui vit et travaille au Maroc. Après avoir étudié aux États-Unis, il collabore aux studios DreamWorks, comme animateur sur le long métrage Le Prince d'Égypte. Il réalise en 2008 le long métrage d'animation Mémoire de l'ombre (78 minutes), produit par Faouzi Vision, une agence d'audiovisuel installée à Agadir (Maroc) et la SNRT.
Exilé au Maroc, Madghis Afulay était opposé au régime de Kadhafi.
Aux États-Unis, il travaille notamment sur The Prince of Egypt. Son œuvre Mémoire de l'Ombre est le premier long métrage d'animation en langue amazighe et raconte en ombres chinoises l'histoire du roi amazigh Jugurtha qui combattit l'Empire romain.
Il a créé le site web amazigh tawalt.org, une plateforme qui a permis aux Amazighs de Libye de recevoir des informations politiques et culturelles dans leur langue.
Il a notamment sorti en 2009 un article nommé Berber majority, Ibāḍī minority in North Africa. Ibāḍī community in Libya (Jabal Nafūsa), Tunisia (minority in Jerba) and Algeria (Mīzāb) (en français : Majorité berbère, minorité ibadite en Afrique du Nord. Communauté ibadite en Libye (Djebel Nefoussa), Tunisie (minoritaires à Djerba) et Algérie (Mzab).

## Filmographie
- 2008 : Mémoire de l'ombre (Tamuktit n Umalu)

## Publications
- Afulay, Madghis: (2009) Berber majority, Ibāḍī minority in North Africa. Ibāḍī community in Libya (Jabal Nafūsa), Tunisia (Jerba) and Algeria (Mīzāb).